# Пештери понор
Пештери понор је повремени речни ток и понорница сезонског карактера, дужине 2km и површине слива 1,9km². Настаје спајањем мањих повремених токова западно од Планинице, на североисточним обронцима Мироча.
Након тога по вододржљивим протерозојским серпентинитима, те пешчарима и глинцима доњокредне старости, понире у горњојурске кречњаке на 380 м.н.в. Воде понора формирале су истоимену пећину дужине 100m и дубине 21m. Пећину карактеришу канал великих димензија у попречном пресеку и велике количине механичких седимената.